# Planungsamt der Bundeswehr
Das Planungsamt der Bundeswehr (PlgABw) ist eine dem Unterstützungskommando der Bundeswehr unmittelbar nachgeordnete höhere Kommandobehörde, welche militärisch und zivil besetzt ist.

## Auftrag
Das Planungsamt ist für den nicht-ministeriellen Anteil des Planungsprozesses der Bundeswehr verantwortlich. In dieser Funktion führt es alle Planungsschritte im nachgeordneten Bereich des Ministeriums zusammen.
Es arbeitet der Abteilung Planung im Bundesministerium der Verteidigung unmittelbar zu.
Das Planungsamt
- bündelt Aufgaben, Kompetenz und Verantwortung im Planungsnetzwerk für die Bundeswehr auf der dem Bundesministerium der Verteidigung nachgeordneten Ebene
- stellt Methodenkompetenz und wissenschaftliche Werkzeuge für die Bundeswehr bereit
- ist ein Scharnier für multinationale Abstimmungen und deutsche Interessenvertretung
- erarbeitet die Grundlagen für die zukünftige Ausrichtung der Bundeswehr
- führt die Fähigkeitslage und entwickelt die Fähigkeiten der Bundeswehr weiter
- schafft mit dem Planungsvorschlag eine wichtige Grundlage im Haushaltsaufstellungsprozess[1]

## Gliederung
Das PlgABw gliedert sich neben der Amtsführung in vier Abteilungen:
- Abteilung I Zielbildung und Innovation
- Abteilung II Fähigkeitsmanagement
- Abteilung III Planungsumsetzung
- Abteilung IV Wissenschaftliche Unterstützung und Interoperabilität
- Abteilung V Fähigkeitsmanagement Unterstützungsbereich in Bonn

Des Weiteren hat es eine Außenstelle in Taufkirchen sowie eine Verbindungsstelle in Suffolk (Virginia) USA. Die über 400 Soldaten und Mitarbeiter des Planungsamts werden von einem Generalmajor geführt.

## Geschichte
1958 stellte sich heraus, dass der Führungsstab der Streitkräfte mit den Vorbereitungen großer NATO-Übungen überlastet war. Daher wurde diese Aufgabe in den sogenannten „Lehrstab A“ ausgelagert; dies war die Geburtsstunde des Zentrums für Transformation der Bundeswehr. Bald folgte die Umbenennung in „Lehrstab für NATO-Übungen“. Aus diesem Namen leitete sich schon die Hauptaufgabe ab: Die Vorbereitung und Unterstützung von NATO-Stabsübungen. Mit der Erweiterung des Aufgabenspektrums erfolgte 1975 die Gründung des Amtes für Studien und Übungen der Bundeswehr (AStudÜbBw). Standort war das Dienstgebäude in der Friedrich-Ebert-Straße 72 in Bergisch Gladbach. Aufgaben waren nunmehr auch die Erstellung von Stabsstudien als Entscheidungshilfe für das Bundesministerium der Verteidigung und die Mitarbeit an Operations-Research-Studien. Zum 1. Mai 1994 wurde das Amt nach Waldbröl verlegt, wo es das Dienstgebäude am Schaumburgweg 3 bezog. Am 1. Februar 2002 wurde das Amt in Zentrum für Analysen und Studien der Bundeswehr (ZASBw) umbenannt.

### Zentrum für Transformation der Bundeswehr
Am 1. Juli 2004 erfolgte eine erneute Umbenennung in Zentrum für Transformation der Bundeswehr (ZTransfBw). 2006 verlegte das Zentrum von Waldbröl nach Strausberg bei Berlin, um weiterhin nahe an den politischen und militärischen Entscheidungsträgern in der neuen Bundeshauptstadt zu bleiben. Es sollte die Aufgabe einer Denkfabrik („think tank“) des BMVg wahrnehmen und war federführend mit der Planung der Transformation der Bundeswehr betraut. Es unterstand dem Streitkräfteamt und war Teil des Organisationsbereichs Streitkräftebasis.
An der Spitze des Zentrums stand der Kommandeur, zuletzt Brigadegeneral Axel Binder. Ihm arbeitete direkt eine Controlling-Abteilung zu. Es folgten der stellvertretende Kommandeur und der Chef des Stabes sowie der Stab. Das Zentrum gliederte sich im Weiteren in drei Abteilungen: Die Abteilung I beschäftigte sich mit der Transformation der Bundeswehr und umfasste zwei Querschnittsbereiche, zwei Bereiche und drei Dezernate. Außerdem war ihr der Koordinator für die Territoriale Wehrverwaltung zugeordnet. Die Abteilung II war für Concept Development & Experimentation (CD&E) zuständig. Ihr unterstanden zwei Bereiche und ein selbständiges Dezernat. Die Dezernate Experimentalentwicklung und Durchführung der Abteilung II waren abgesetzt in Ottobrunn bei München und in Schwielowsee bei Potsdam, beim Einsatzführungskommando der Bundeswehr stationiert. Die Abteilung III, ebenfalls in Ottobrunn bei München, war verantwortlich für Operations Research sowie Modellbildung und Simulation. Diese beiden Aufgaben bildeten auch die zwei unterstellten Bereiche. Weitere Teile des Zentrums befanden sich in Berlin und Suffolk im US-Bundesstaat Virginia.

### Planungsamt der Bundeswehr
Im Zuge der Neuausrichtung der Bundeswehr wurde am 24. Oktober 2012 das Zentrum für Transformation der Bundeswehr in Planungsamt der Bundeswehr umbenannt, umgegliedert und nach Berlin verlegt. Formal wurde es neu auf- und durch den damaligen Inspekteur der Streitkräftebasis, Vizeadmiral Manfred Nielson, offiziell in Dienst gestellt. Es wurde zunächst dem Kommando Streitkräftebasis, zum 1. Juli 2013 direkt dem BMVg unterstellt. Mit diesem Unterstellungswechsel oblag die truppendienstliche Führung direkt dem Generalinspekteur der Bundeswehr.
Zum 1. April 2025 wurde das Planungsamt der Bundeswehr dem neu aufgestellten Unterstützungskommando der Bundeswehr unterstellt.
Die Liegenschaft des Planungsamtes der Bundeswehr in der Berliner Oberspreestraße in Berlin-Niederschöneweide, Bezirk Treptow-Köpenick, war von 1972 bis 1990 der Hauptsitz der Militärischen Aufklärung der Nationalen Volksarmee. Der Nachrichtendienst der DDR tarnte das Objekt als „Mathematisch-Physikalisches Institut der NVA“.

## Wappen

Verbandsabzeichen 1965–2014

Im silbernen, rot geränderten Schild schweben vier schwarze, sich in der Mitte berührende Fensterrauten. Dabei stellt die Anordnung der Fensterrauten in Form eines Kreuzes symbolisch sowohl die Verbindung zum Eisernen Kreuz der Bundeswehr als auch zur Windrose der NATO her. Sie stehen gleichermaßen für die offene Geisteshaltung des Planungsamtes der Bundeswehr. Mit dem silbernen Grund lehnt es sich an das Logo der Bundeswehr an.
Das interne Verbandsabzeichen, welches 1965 entstand, hatte bis 2014 einen goldenen Grund. Das Kreuz war oben überlegt von einem schwebenden roten Turnierkragen mit zwei Lätzen. Der Turnierkragen stand für Ausbildung, Wissen und Erfahrung. Die Farben Schwarz-Rot-Gold verdeutlichten die Verbindung zu Deutschland.

## Amtschefs
Folgende Personen führten das Planungsamt bzw. seine Vorgänger:
| Nr.                                                           | Dienstgrad                                          | Name                                                | Teilstreitkraft                                     | Beginn der Amtszeit                                 | Ende der Amtszeit                                   |
| Leiter des Lehrstabes A/Lehrstabes für NATO-Übungen           | Leiter des Lehrstabes A/Lehrstabes für NATO-Übungen | Leiter des Lehrstabes A/Lehrstabes für NATO-Übungen | Leiter des Lehrstabes A/Lehrstabes für NATO-Übungen | Leiter des Lehrstabes A/Lehrstabes für NATO-Übungen | Leiter des Lehrstabes A/Lehrstabes für NATO-Übungen |
| ------------------------------------------------------------- | --------------------------------------------------- | --------------------------------------------------- | --------------------------------------------------- | --------------------------------------------------- | --------------------------------------------------- |
| 1                                                             | Oberst                                              | Joachim von Brunn                                   |                                                     | 1958                                                | 15. Juli 1960                                       |
| 2                                                             | Oberst                                              | Alfred Siebert                                      |                                                     | 16. Juli 1960                                       | 6. Okt. 1961                                        |
| 3                                                             | Brigadegeneral                                      | Albert Schindler                                    | Heer                                                | 1. Nov. 1961                                        | 31. März 1967                                       |
| 4                                                             | Brigadegeneral                                      | Rudolf Rutz                                         | Heer                                                | 1. Apr. 1967                                        | 31. März 1970                                       |
| 5                                                             | Brigadegeneral                                      | Wolfgang Keilig                                     | Heer                                                | 1. Apr. 1970                                        | 30. Sep. 1971                                       |
| 6                                                             | Brigadegeneral                                      | Günter Vollmer                                      | Heer                                                | 1. Okt. 1971                                        | 30. Sep. 1974                                       |
| Amtschef des Amtes für Studien und Übungen der Bundeswehr     |                                                     |                                                     |                                                     |                                                     |                                                     |
| 7                                                             | Brigadegeneral                                      | Werner Effenberger                                  | Heer                                                | 1. Okt. 1974                                        | 30. Sep. 1978                                       |
| 8                                                             | Brigadegeneral                                      | Adrian Freiherr von Oer                             | Heer                                                | 1. Apr. 1978                                        | 30. Sep. 1984                                       |
| 9                                                             | Flottillenadmiral                                   | Elmar Schmähling                                    | Marine                                              | 1. Okt. 1984                                        | 31. März 1990                                       |
| 10                                                            | Brigadegeneral                                      | Rolf Portz                                          | Luftwaffe                                           | 1. Apr. 1990                                        | 30. Sep. 1992                                       |
| 11                                                            | Flottillenadmiral                                   | Klaus-Dieter Laudien                                | Marine                                              | 1. Okt. 1992                                        | 30. Sep. 1995                                       |
| 12                                                            | Oberst                                              | Ulf von Krause                                      | Luftwaffe                                           | 1. Okt. 1995                                        | 1. März 1997                                        |
| 13                                                            | Oberst                                              | Albrecht Hesse                                      |                                                     | 1. Apr. 1997                                        | 31. März 1998                                       |
| 14                                                            | Oberst                                              | Klaus Achmann                                       |                                                     | 1. Apr. 1998                                        | 31. Jan. 2002                                       |
| Amtschef des Zentrums für Analysen und Studien der Bundeswehr |                                                     |                                                     |                                                     |                                                     |                                                     |
| 15                                                            | Oberst                                              | Ralph Thiele                                        |                                                     | 1. Feb. 2002                                        | 31. Juli 2005                                       |
| Amtschef des Zentrums für Transformation der Bundeswehr       |                                                     |                                                     |                                                     |                                                     |                                                     |
| 16                                                            | Brigadegeneral                                      | Erhard Drews                                        | Heer                                                | 1. Aug. 2005                                        | 10. März 2009                                       |
| 17                                                            | Brigadegeneral                                      | Axel Binder                                         | Heer                                                | 10. März 2009                                       | 24. Okt. 2012                                       |
| Amtschef des Planungsamtes der Bundeswehr                     |                                                     |                                                     |                                                     |                                                     |                                                     |
| 18                                                            | Generalmajor                                        | Frank Leidenberger                                  | Heer                                                | 24. Okt. 2012                                       | 1. Mai 2015                                         |
| 19                                                            | Konteradmiral                                       | Thomas Jugel                                        | Marine                                              | 1. Mai 2015                                         | 28. Juni 2019                                       |
| 20                                                            | Generalmajor                                        | Wolfgang Gäbelein                                   | Luftwaffe                                           | 28. Juni 2019                                       | 20. März 2025                                       |
| 21                                                            | Generalmajor                                        | Stefan Lüth                                         | Luftwaffe                                           | 20. März 2025                                       |                                                     |